# Dena DeRose
Dena DeRose (Binghamton, 1966. február 15. –), amerikai dzsesszzongorista, énekesnő, zenepedagógus.

## Pályafutása
Hároméves korától tanult zongorázni. Klasszikus orgonát és dobolni is tanult. Az iskolában már szimfonikus zenekarral, a indulózenekarral és a dzsesszzenekarral is fellépett, és musicalt is kísért.
Klasszikus zongorát tanult a Binghamton University-n, majd dzsessz- és popzongoristaként indult el karrierje New Yorkban. A nyolcvanas évek közepén egy izületi betegség zavarta meg a zongorázásban, ezért énekelni kezdett. Több műtét után rendbejött, a továbbiakban így zongorázott és énekelt is.
1991-ben klubokban kezdett dolgozni. Saját triót hozott létre, dzsesszfesztiválokon is játszott.
Dolgozott Randy Breckerrel, Bruce Formannel, Ray Brownnal, Clark Terryvel, Benny Golsonnal, Houston Personttel, John Claytonnal és Ken Peplowskival is.
2006 óta tanít a Grazban, a Manhattan School of Musicon és a groningeni Prins Claus konzervatóriumban is.

## Albumok
- 1996: Introducing Dena DeRose
- 1999: Another World
- 2000: I Can See Clearly Now
- 2002: Love's Holida
- 2005: A Walk in the Park
- 2007: Live at Jazz Standard, Vol. 1
- 2008: Live at Jazz Standard, Vol. 2
- 2012: Travelin' Light
- 2014: We Won't Forget You: An Homage To Shirley Horn
- 2016: United
- 2016: La Rosita
- 2020: Ode to the Road

## Díjak, jelölések
- A „Walk In The Park” című lemeze három Grammy-díj jelölést kapott; és a „Live at Jazz Standard, 1. és 2.” is Grammy-díj jelölést kapott.[3]